# Bergantiños Fútbol Club
El Bergantiños Fútbol Club es un equipo de fútbol español del municipio de Carballo, en la comarca de Bergantiños, La Coruña, Galicia. Fue fundado en 1923 y juega en la Segunda Federación.
En 2023 cumplió su centenario.

## Estadio
El Bergantiños juega sus partidos como local en el campo municipal de As Eiroas, con capacidad para 3.500 espectadores.

## Datos del club
- Temporadas en 1.ª: 0
- Temporadas en 2.ª: 0
- Temporadas en 1ª RFEF (división de bronce): 0
- Temporadas en 2ªB (división de bronce): 2
- Temporadas en 2ª RFEF (cuarta categoría): 2
- Temporadas en 3.ª (cuarta categoría): 23
- Temporadas en Preferente (quinta, desde la 21/22 sexta categoría): 25
- Temporadas en Primera Regional (sexta, desde la 21/22 séptima categoría): 4

| Temporada | Nivel | Categoría    | Puesto |
| --------- | ----- | ------------ | ------ |
| 1962/63   | 4     | Serie A      | 5.º    |
| 1963/64   | 4     | Serie A      | 5.º    |
| 1964/65   | 4     | Serie A      | 8.º    |
| 1965/66   | 4     | Serie A      | 7.º    |
| 1966/67   | 4     | Serie A      | 11.º   |
| 1967/68   | 4     | Serie A      | 8.º    |
| 1968/69   | 4     | Serie A      | 6.º    |
| 1969/70   | 4     | Serie A      | 6.º    |
| 1970/71   | 4     | Serie A      | 10.º   |
| 1971/72   | 4     | Serie A      | 4.º    |
| 1972/73   | 4     | Serie A      | 10.º   |
| 1973/74   | 4     | Serie A      | 9.º    |
| 1974/75   | 4     | Serie A      | 7.º    |
| 1975/76   | 4     | Serie A      | 20.º   |
| 1976-82   | 5     | 1.ª Regional | —      |
| 1982/83   | 6     | 1.ª Regional | 2.º    |
| 1983/84   | 5     | Preferente   | 6.º    |
| 1984/85   | 5     | Preferente   | 3.º    |
| 1985/86   | 5     | Preferente   | 1.º    |

| Temporada | Nivel | Categoría    | Puesto |
| --------- | ----- | ------------ | ------ |
| 1986/87   | 4     | 3.ª          | 4.º    |
| 1987/88   | 3     | 2.ªB         | 11.º   |
| 1988/89   | 3     | 2.ªB         | 20.º   |
| 1989/90   | 4     | 3.ª          | 4.º    |
| 1990/91   | 4     | 3.ª          | 2.º    |
| 1991/92   | 4     | 3.ª          | 4.º    |
| 1992/93   | 4     | 3.ª          | 13.º   |
| 1993/94   | 4     | 3.ª          | 1.º    |
| 1994/95   | 4     | 3.ª          | 19.º   |
| 1995/96   | 5     | Preferente   | 6.º    |
| 1996/97   | 5     | Preferente   | 17.º   |
| 1997/98   | 6     | 1.ª Regional | ??     |
| 1998/99   | 6     | 1.ª Regional | ??     |
| 1999/00   | 5     | Preferente   | 7.º    |
| 2000/01   | 5     | Preferente   | 7.º    |
| 2001/02   | 5     | Preferente   | 1.º    |
| 2002/03   | 4     | 3.ª          | 15.º   |
| 2003/04   | 4     | 3.ª          | 10.º   |
| 2004/05   | 4     | 3.ª          | 12.º   |

| Temporada | Nivel | Categoría  | Puesto |
| --------- | ----- | ---------- | ------ |
| 2005/06   | 4     | 3.ª        | 11.º   |
| 2006/07   | 4     | 3.ª        | 18.º   |
| 2007/08   | 5     | Preferente | 6.º    |
| 2008/09   | 5     | Preferente | 2.º    |
| 2009/10   | 4     | 3.ª        | 14.º   |
| 2010/11   | 4     | 3.ª        | 14.º   |
| 2011/12   | 4     | 3.ª        | 13.º   |
| 2012/13   | 4     | 3.ª        | 18.º   |
| 2013/14   | 5     | Preferente | 2.º    |
| 2014/15   | 4     | 3.ª        | 5.º    |
| 2015/16   | 4     | 3.ª        | 16.º   |
| 2016/17   | 4     | 3.ª        | 4.º    |
| 2017/18   | 4     | 3.ª        | 2.º    |
| 2018/19   | 4     | 3.ª        | 2.º    |
| 2019/20   | 4     | 3.ª        | 13.º   |
| 2020/21   | 4     | 3.ª        | 2.º    |
| 2021/22   | 4     | 2.ª RFEF   | 6.º    |
| 2022/23   | 4     | 2.ª RFEF   | 18.º   |

## Palmarés
- Copa Galicia (2): 1968-69, 1984-85